# Melittia lentistriata
Melittia lentistriata is een vlinder uit de familie wespvlinders (Sesiidae), onderfamilie Sesiinae.
Melittia lentistriata is voor het eerst wetenschappelijk beschreven door Hampson in 1919. De soort komt voor in het Afrotropisch gebied.